# Long Thọ (xã)
Long Thọ là một xã thuộc huyện Nhơn Trạch, tỉnh Đồng Nai, Việt Nam.
Xã Long Thọ có diện tích 23,95 km², dân số năm 1999 là 5.958 người, mật độ dân số đạt 249 người/km².

## Hành chính
Xã Long Thọ được chia thành 5 ấp: 1, 2, 3, 4, 5.